# Epinotia tedella
Epinotia tedella là một loài bướm đêm thuộc họ Tortricidae. Nó được tìm thấy ở châu Âu.
Sải cánh dài 10–13 mm. Con trưởng thành bay làm một đợt từ tháng 4 đến tháng 6. In warm years there can be a second generation in tháng 8. .
Ấu trùng chủ yếu ăn Norway Spruce.

## Hình ảnh

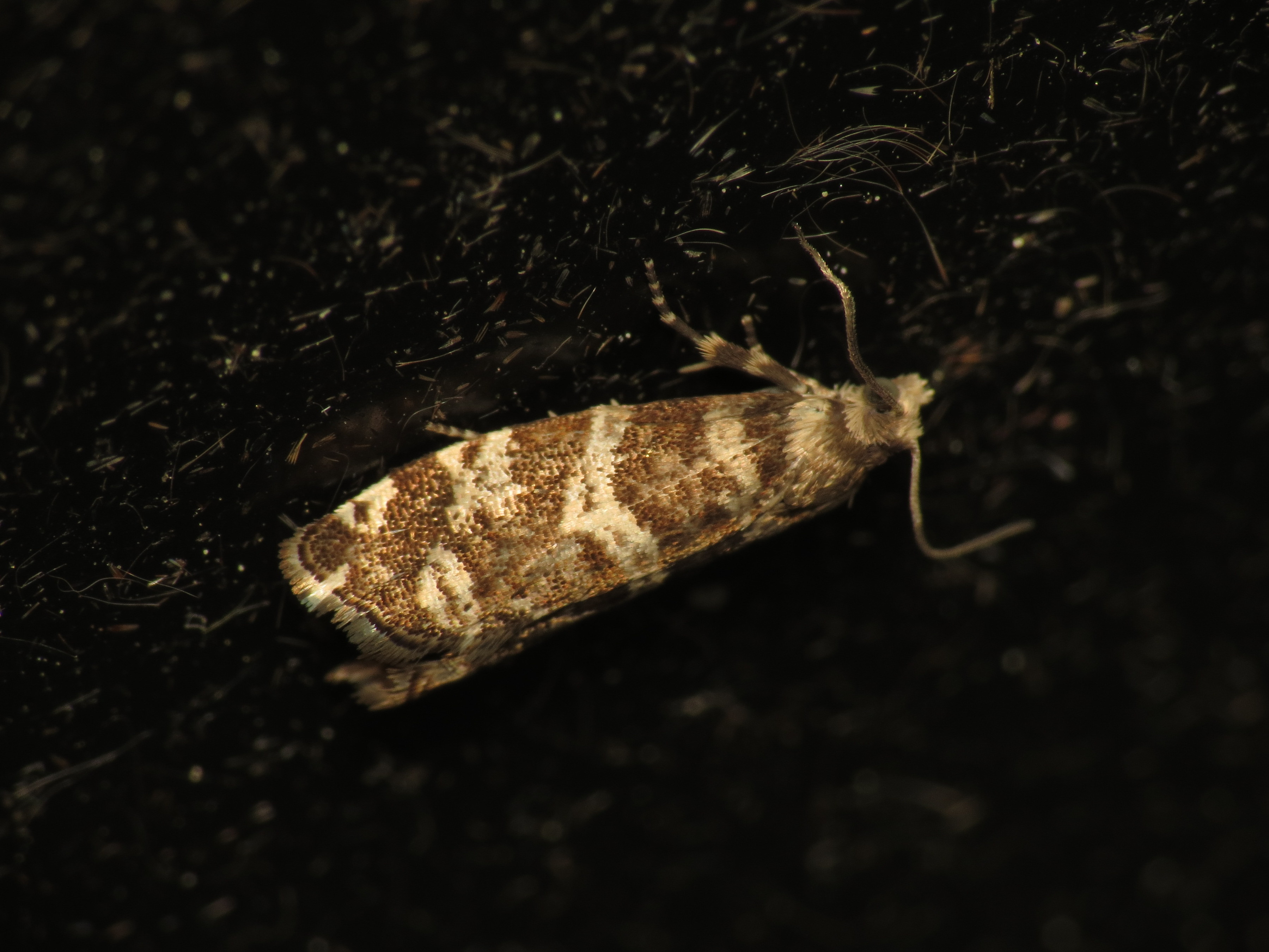
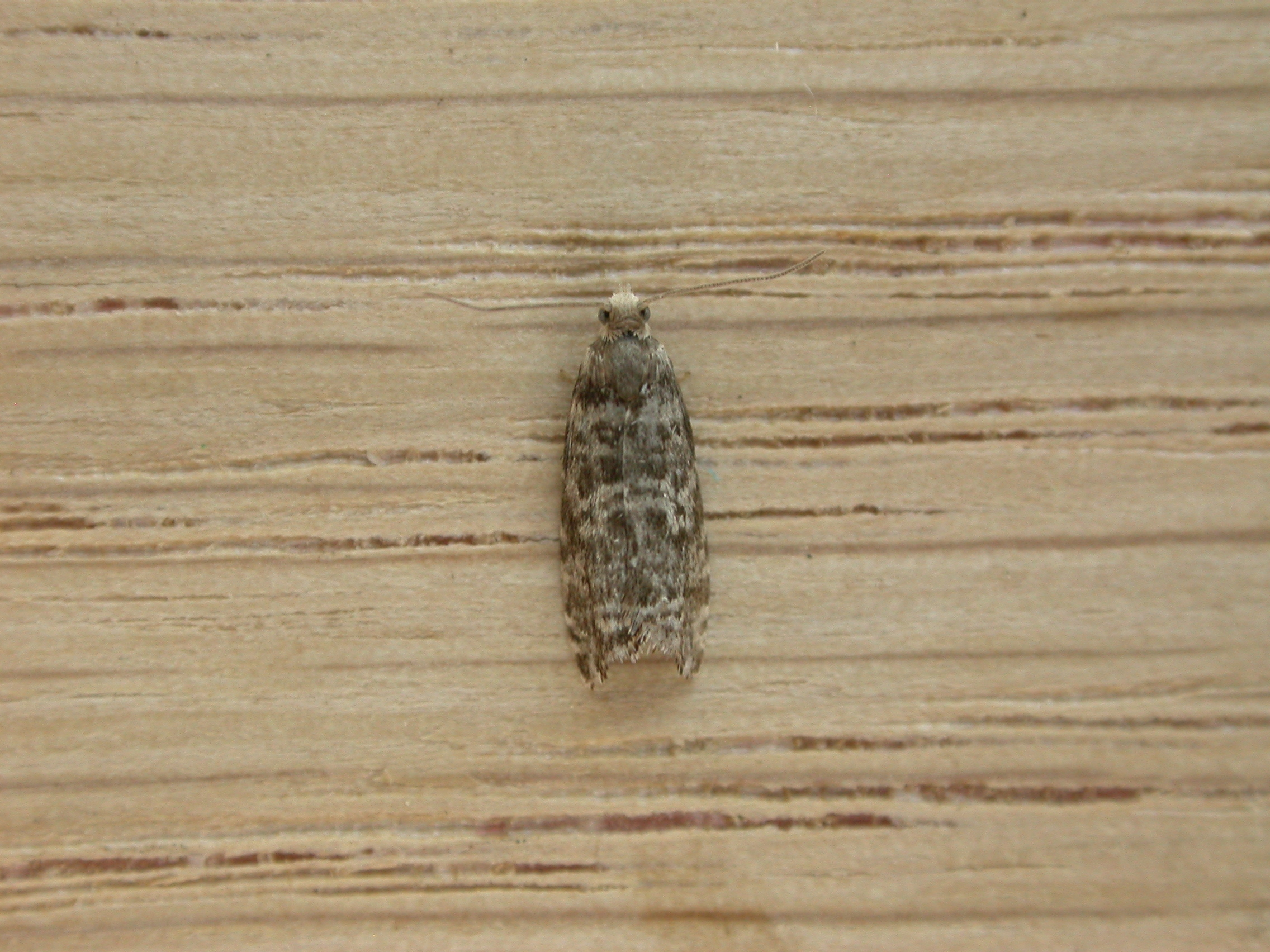
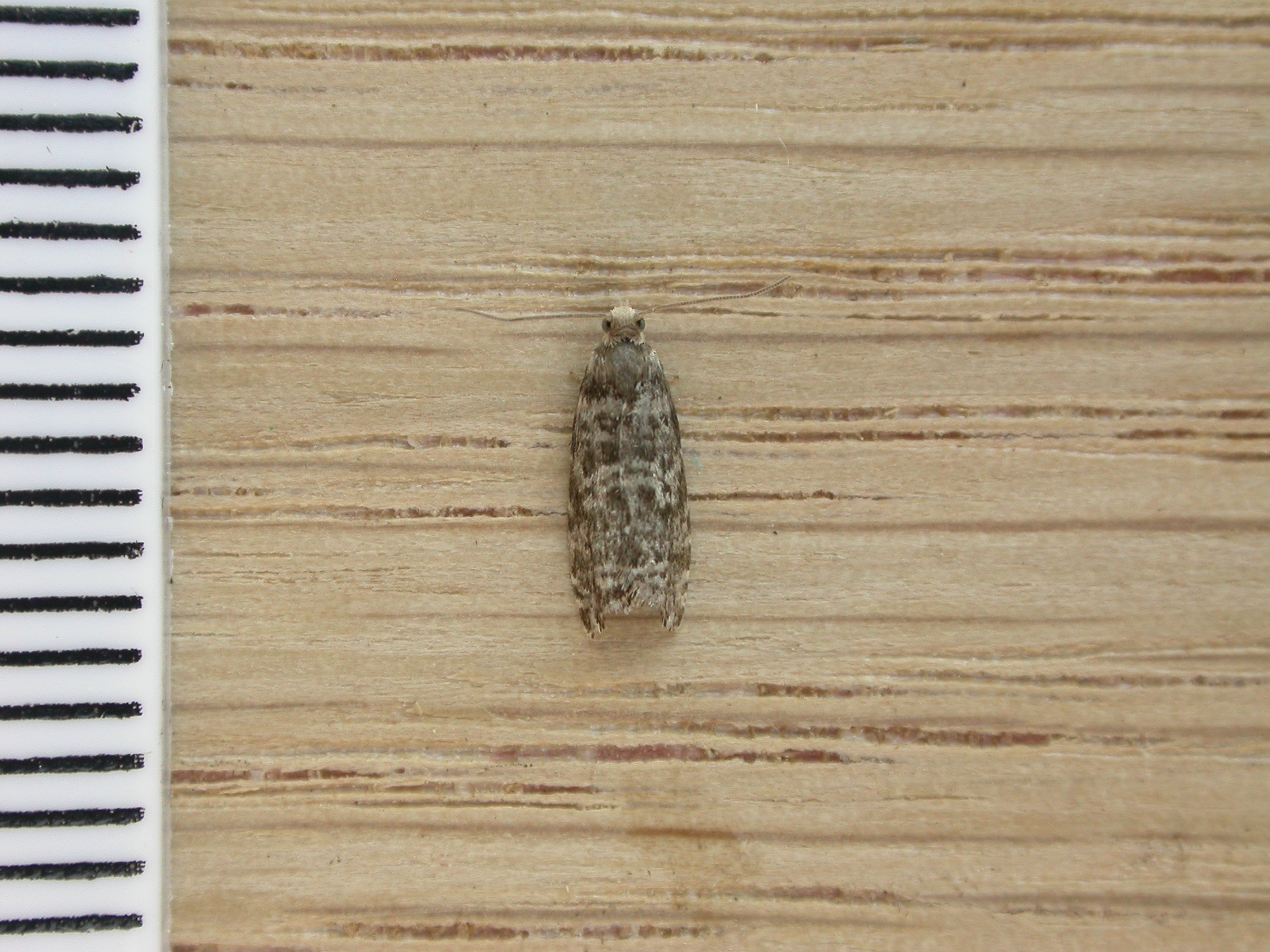
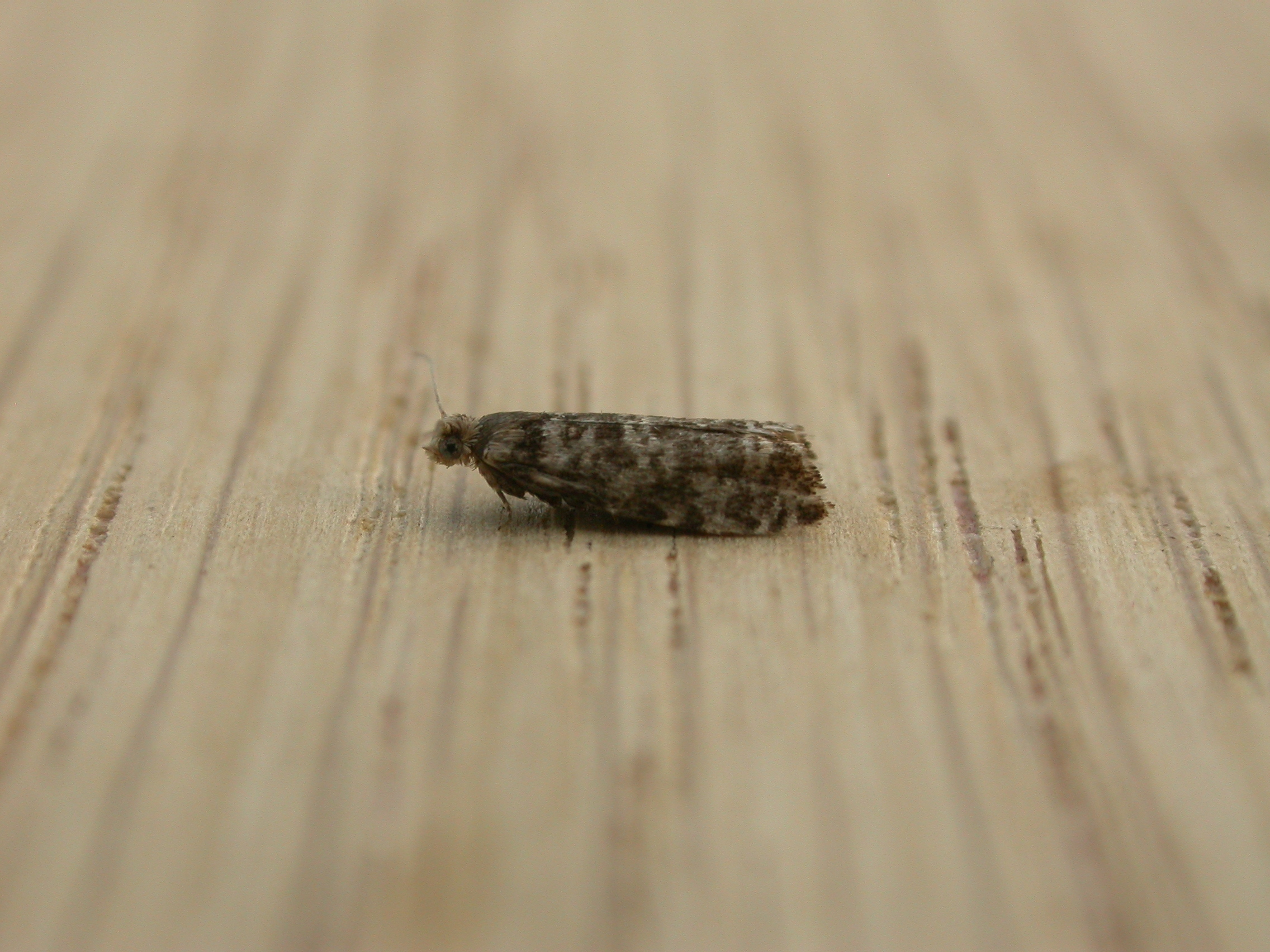